# Hedeoma nana
Hedeoma nana är en kransblommig växtart som först beskrevs av John Torrey, och fick sitt nu gällande namn av John Isaac Briquet. Hedeoma nana ingår i släktet Hedeoma och familjen kransblommiga växter.

## Underarter
Arten delas in i följande underarter:
- H. n. californica
- H. n. macrocalyx
- H. n. nana

## Bildgalleri

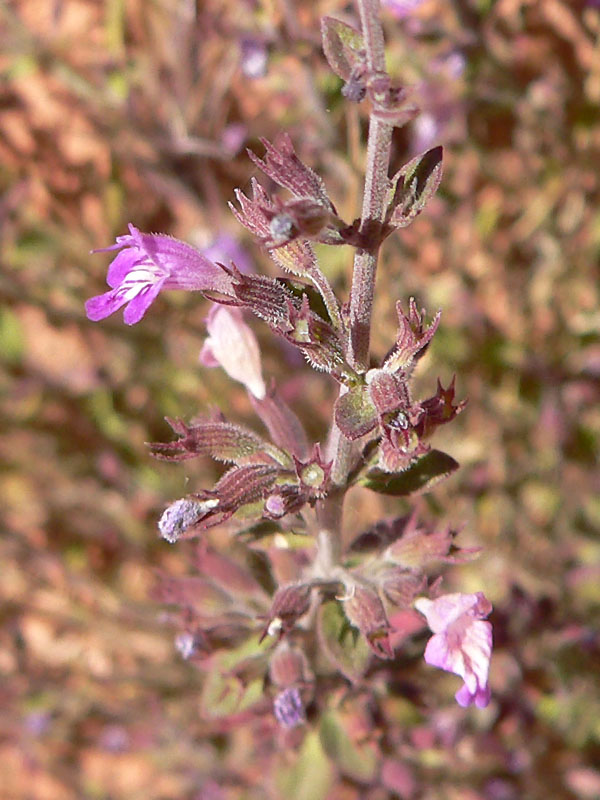
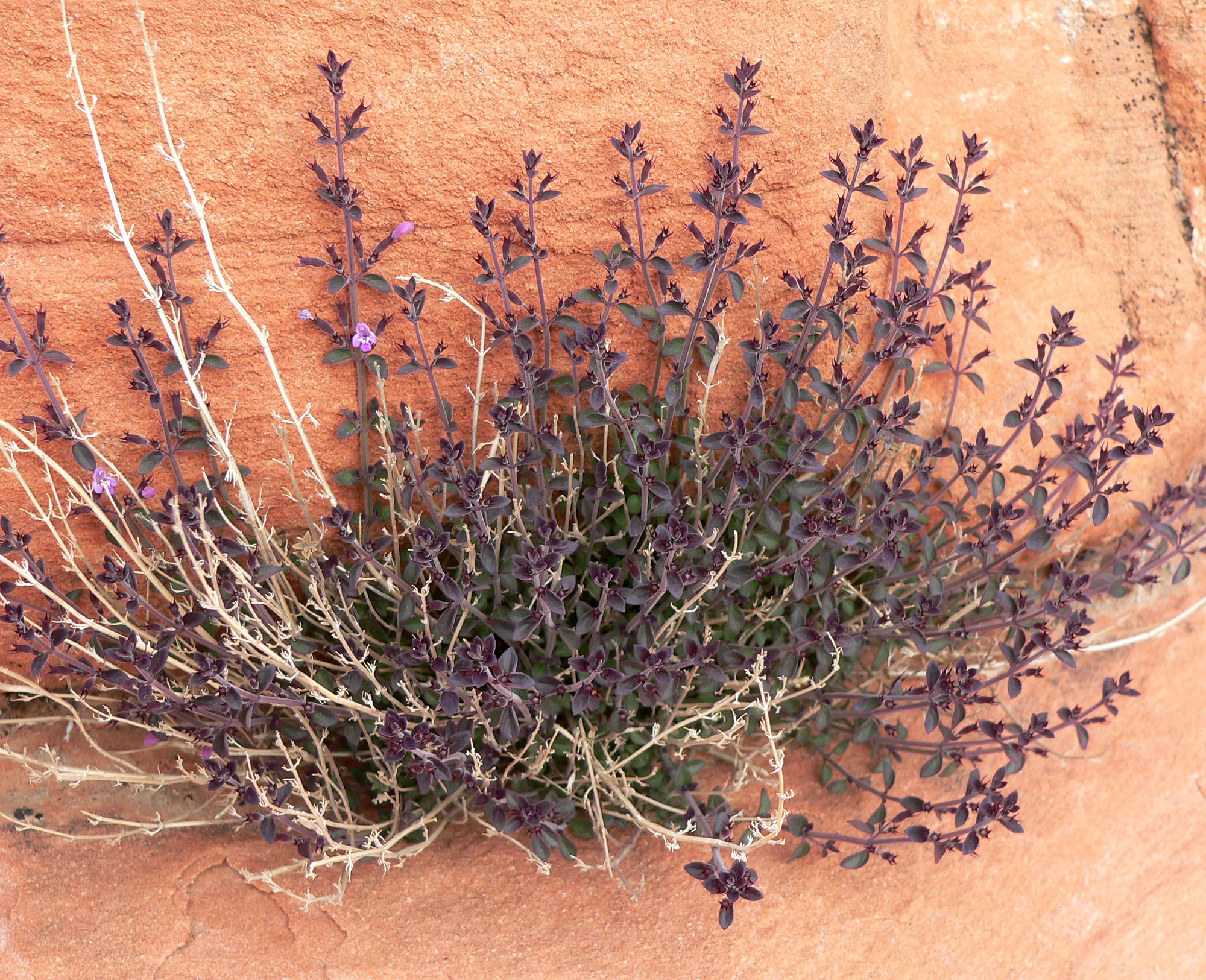
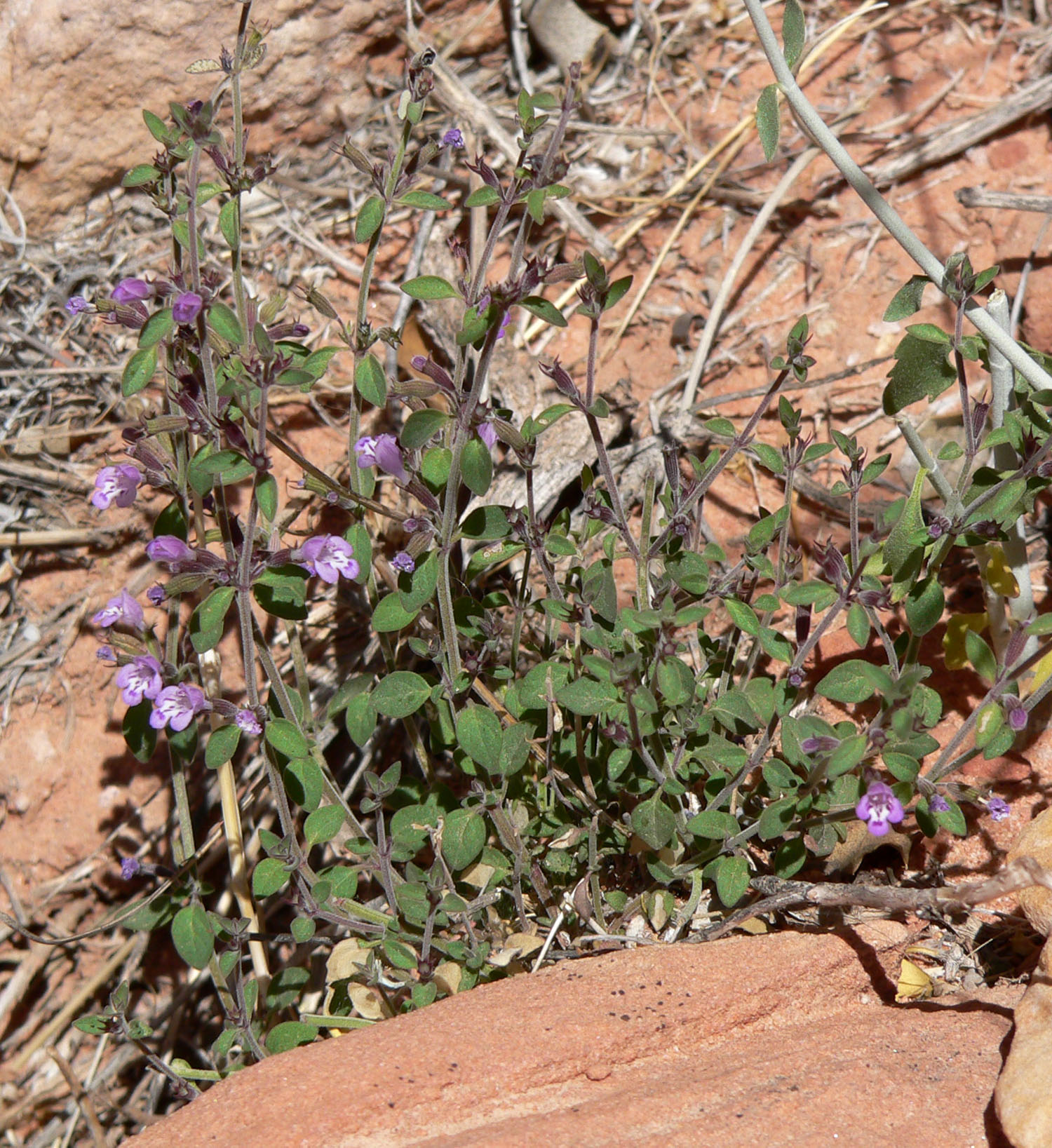
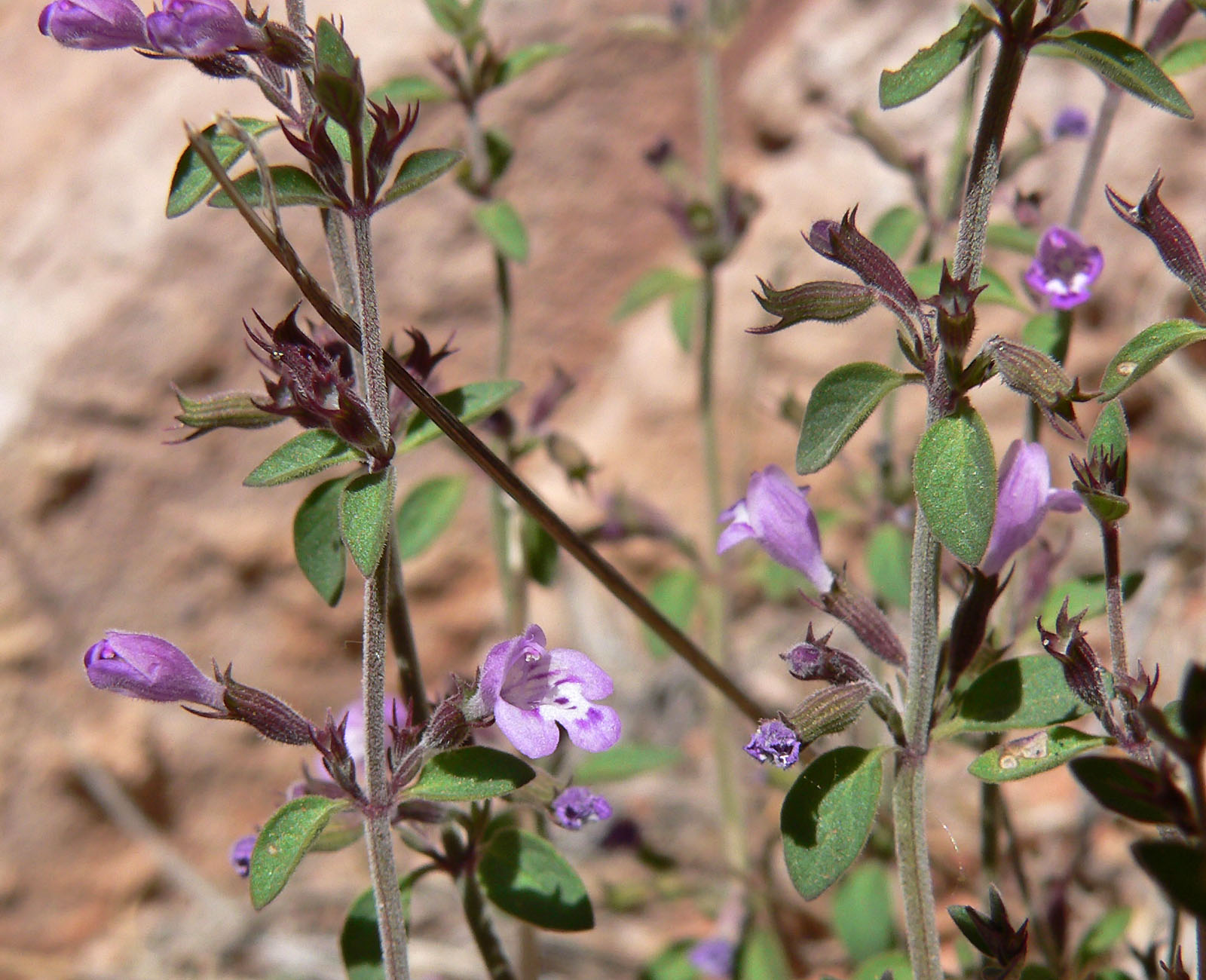